# Oedipoda
Oedipoda es un género de saltamontes de la subfamilia Oedipodinae, familia Acrididae, y está asignado a la tribu Oedipodini. Este género se distribuye en el norte de África, Europa y Asia.

## Especies
Las siguientes especies pertenecen al género Oedipoda:
- Oedipoda aurea Uvarov, 1923
- Oedipoda caerulescens Linnaeus, 1758
- Oedipoda canariensis Krauss, 1892
- Oedipoda charpentieri Fieber, 1853
- Oedipoda coerulea Saussure, 1884
- Oedipoda discessa Steinmann, 1965
- Oedipoda fedtschenki Saussure, 1884
- Oedipoda fuscocincta Lucas, 1849
- Oedipoda germanica (Latreille, 1804)
- Oedipoda himalayana Uvarov, 1925
- Oedipoda infumata Bei-Bienko, 1949
- Oedipoda juxartensis Uvarov, 1912
- Oedipoda kurda Descamps, 1967
- Oedipoda ledereri Saussure, 1888
- Oedipoda liturata Le Guillou, 1841
- Oedipoda maculata Le Guillou, 1841
- Oedipoda miniata Pallas, 1771
- Oedipoda muchei Harz, 1978
- Oedipoda neelumensis Mahmood & Yousuf, 1999
- Oedipoda pernix Steinmann, 1965
- Oedipoda schochi Saussure, 1884
- Oedipoda tincta Walker, 1870
- Oedipoda turkestanica Steinmann, 1965
- Oedipoda venusta Fieber, 1853